# Kendall Karson
Kendall Karson, née Ashley Youdan le 28 mars 1988 à Sacramento, en Californie, est une actrice américaine de films pornographiques.

## Filmographie sélective
- 2011 : North Pole 91
- 2012 : 
  - Swallow This 23
  - Orgasm (II)
- 2013 : 
  - My First Lesbian Experience 3
  - Women Seeking Women 99
  - Man of Steel (X) ?
- 2014 : 
  - Yoga Girls 2
  - Mother-Daughter Exchange Club 32
  - Me and My Girlfriend 6
  - Me and My Girlfriend 7
  - Me and My Girlfriend 9
- 2015 : 
  - House of Pussy
  - Licking The P
- 2016 : 
  - Natasha Nice Loves Pussy
  - Pussy Crazy 2
- 2017 : 
  - Gorgeous Women: Up-close and Personal 3
  - Pornstar Solos 2
- 2018 : 
  - Best Lesbian Threesomes (compilation)
  - When Girls Play 4

### Distinctions
Récompensée
en 2014 d'un XBIZ Award pour la meilleure scène dans une "parodie" [un film inspiré de Man of Steel (Superman) à Axel Braun], avec pour partenaire Ryan Driller (en).
Nominations en
- 2013, pour :
  - l'AVN Award de Best New Starlet ;
  - celui pour la Best POV Sex Scene, dans Sport Fucking 10 avec Erik Everhard ;
- 2014 pour celui d'Unsung Starlet of the Year.